# Brūno Kalniņš
Brūno Kalniņš (geboren 7. Mai 1899 in Tukums; gestorben 26. März 1990 in Stockholm) war ein lettischer sozialdemokratischer Politiker und Historiker.

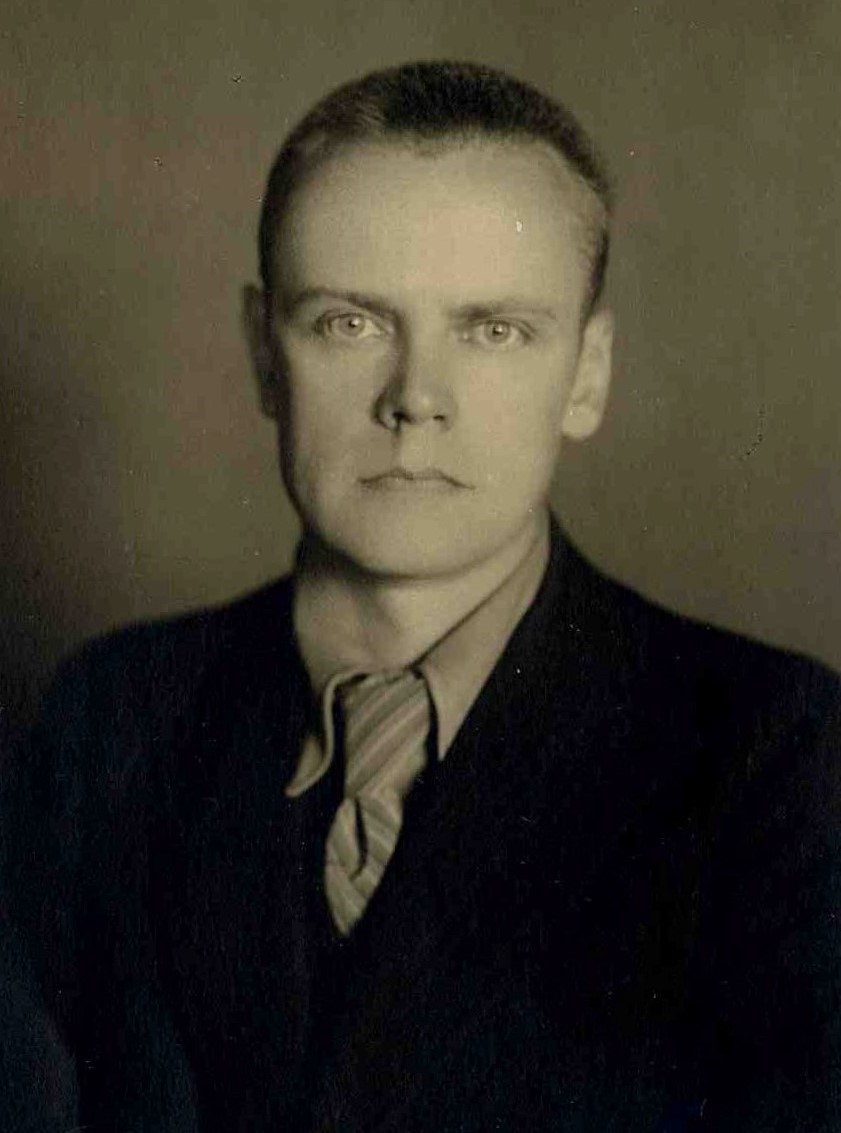
Brūno Kalniņš 1936

## Leben
Kalniņš war der Sohn von Pauls Kalniņš und Klāra Kalniņa, beide prominente Politiker der lettischen Sozialdemokratie. Er ging in Zürich zur Schule, machte sein Abitur in Helsinki. 1916/17 begann er in St. Petersburg ein Studium, ging aber noch vor der Unabhängigkeit Lettlands 1918 nach Riga und baute ab 1917 die Junge Sozialistische Union auf. Von 1920 bis 1934 war er Mitglied des lettischen Parlaments, der Saeima.
Für viele Jahre stand er dem Arbeitersport- und Schutzbund Lettlands vor, der 1930 das 6. Internationale Arbeiter-Sportfest organisierte und in dessen Festführer er „Völkerverbrüderung“ und „menschheitsbefreienden Sozialismus“ betonte. 1934, als ein autoritäres Regime in Lettland die Macht übernahm, wurde er für drei Jahre inhaftiert und ging anschließend nach Finnland ins Exil. Dort lernte er Schwedisch. Auch engagierte er sich für die republikanische Seite im Spanischen Bürgerkrieg.
1940 kehrte er nach Lettland zurück, lehrte für kurze Zeit an der Universität in Riga Marxismus und diente bis zur deutschen Besetzung des Baltikums 1941 als Offizier in der zur Roten Armee gehörenden Lettischen Armee.
Von Juli bis Dezember 1941 war er in deutscher Kriegsgefangenschaft. Nach seiner Freilassung engagierte er sich in der lettischen Untergrundbewegung. Im Juli 1944 wurde er erneut verhaftet und kam in das KZ Stutthof. Von dort wurden Anfang 1945 alle KZ-Insassen nach Westen evakuiert. Kalniņš überlebte den Todesmarsch und wurde am Kriegsende in Schleswig-Holstein befreit.
Über Dänemark ging er nach Schweden, wo er dank eines Stipendiums Politische Wissenschaften studieren konnte und mit einer Promotion abschloss. Seine Doktorarbeit Der sowjetische Propagandastaat erschien 1956. In Schweden verfasste er zahlreiche Werke zur Baltischen und Sowjetischen Geschichte und unterstützte die Lettische Sozialdemokratische Arbeiterpartei im Exil. Auch wenn seine späteren Werke sich kritisch mit der Politik der Sowjetunion auseinandersetzten, vergaßen ihm viele Letten nicht, dass er während des Krieges mit der Sowjetunion kollaboriert hatte.

## Werke (deutschsprachig)

### Monografien
- Ist die Sowjetunion ein sozialistischer Staat? Verlag der Wiener Volksbuchhandlung, Wien 1948.
- Der sowjetische Propagandastaat. Das System und die Mittel der Massenbeeinflussung in der Sowjetunion. Tiden Verlag, Stockholm 1956.
- Agitprop. Die Propaganda in der Sowjetunion. Europa Verlag, Wien 1966.
- Der Kampf ist noch nicht zu Ende. 1899 – 1920. Friedrich-Ebert-Stiftung, Bonn-Bad Godesberg 1989.

### Aufsätze
- Die Struktur der Oberschicht. In: Ost-Probleme. Bd. 2, Nr. 35 vom 31. August 1950, S. 1105–1107.
- In den Fängen des roten Leviathan. In: Ost-Probleme. Bd. 3, Nr. 48 vom 1. Dezember 1951, S. 1493–1503.
- Die Frau in der Sowjetunion. In: Informationsdienst. Sozialdemokratische Partei Deutschlands, der Parteivorstand, Frauenbüro. Bonn, 1953, S. 1–11.
- Das Russische Institut in Stockholm. In: Österreichische Osthefte. Zeitschrift für Mittel-, Ost- und Südosteuropaforschung, Bd. 3 (1961), 3, S. 258–259.
- Reformkommunismus und Spannungen im Weltkommunismus. In: Österreichische Osthefte. Zeitschrift für Mittel-, Ost- und Südosteuropaforschung, Bd. 4 (1962), 6, S. 434–451.
- Lettland. In: Herbert Wehner (Hrsg.): Sozialdemokratie in Europa. Dietz, Hannover 1966, S. 187–199.
- Die Staatsgründung Lettlands. In: Jürgen von Hehn u. a. (Hrsg.): Von den baltischen Provinzen zu den Baltischen Staaten. Beiträge zur Entstehungsgeschichte der Republiken Estland und Lettland 1917–1918. Herder-Institut, Marburg/Lahn 1971, S. 293–329.
- Wie Lettland regiert wird. In: Acta Baltica, Bd. 14 (1974), S. 124–137.
- Die sowjetische Nationalitätenpolitik im Baltikum. In: Acta Baltica, Bd. 15 (1976), S. 133–139.
- Die Konsolidierung des unabhängigen Lettland unter besonderer Berücksichtigung der Stellung und staatlichen Funktion der Lettischen Sozialdemokratie. In: Jürgen von Hehn u. a. (Hrsg.): Von den baltischen Provinzen zu den Baltischen Staaten. Beiträge zur Entstehungsgeschichte der Republiken Estland und Lettland 1918–1920. Herder-Institut, Marburg/Lahn 1977, S. 420–432.